# سيرجيو (لاعب كرة قدم مواليد 1979)
سيرجيو (بالبرتغالية: Sérgio Luis Gardino da Silva‏) هو لاعب كرة قدم برازيلي في مركز الهجوم، ولد في 9 ديسمبر 1979 في ألفورادا في البرازيل. لعب مع أكاديميكا كويمبرا وأيل ليماسول وديفينسور سبورتينغ وغريميو بورتو أليغرينزي ونادي إيرميس أراديبو ونادي بورتيمونينسي ونادي فيزيلا ونادي نوفو هامبورغو.

## وصلات خارجية
- سيرجيو (لاعب كرة قدم مواليد 1979) على موقع قاعدة بيانات كرة القدم.إي يو (الإنجليزية)
- سيرجيو (لاعب كرة قدم مواليد 1979) على موقع Soccerway.com (الإنجليزية)